# Kumagaya Rugby Stadium
Kumagaya Rugby Stadium (熊谷ラグビー場?, Kumagai ragubī-ba), letteralmente Stadio di rugby Kumagaya, è un impianto di rugby a 15 che si trova a Kumagaya, città nella prefettura giapponese di Saitama, nell'area metropolitana di Tokyo.
Inaugurato nel 1991, è capace di circa 25000 spettatori; fu ristrutturato nel 2018 in vista della Coppa del Mondo di rugby 2019 dei quali fu uno degli impianti ospiti, e in tale occasione la sua capienza fu temporaneamente ampliata a 30000 posti.
È l'impianto interno del club rugbistico Wild Knights.

## Storia
Inaugurato nel 1991, è dalla sua nascita lo stadio interno della squadra di rugby del Panasonic Wild Knights, successivamente ribattezzata Saitama Wild Knights.
Lo stadio, di proprietà della prefettura di Saitama, è anche utilizzato per attività rugbistica giovanile, scolastica e dalla selezione olimpica a sette.
La struttura dello stadio è rettangolare e presenta tribune su tutti e quattro i lati; le curve sono scoperte.
Esso sorge all'interno di un complesso che prevede altri campi da rugby e uno stadio, di capienza più ridotta, destinato all'atletica leggera.
Nel 2015 fu messo a gara l'ampliamento della struttura, che fin dall'inaugurazione aveva la capacità di 11000 posti e la copertura di una sola tribuna; l'oggetto dei lavori era rendere lo stadio compatibile per la Coppa del Mondo di rugby 2019 di cui il Giappone era Paese organizzatore, tramite la costruzione di una tribuna coperta, l'ampliamento ad almeno 25000 posti da aumentare eventualmente a 30000 durante la rassegna mondiale e altri lavori di contorno riguardanti spogliatoi e sala stampa.
I lavori furono ultimati a fine novembre 2018 al costo di circa 12 miliardi e mezzo di yen (~95,4 milioni di euro).
Durante la Coppa del Mondo di rugby 2019 ospitò due incontri della fase a gironi.

## Incontri internazionali di rilievo

### Rugby a 15
| Arbitro: | Paul Williams |

|                                                                             |    |                              |
| Sánchez 18’ Tuculet 24’, 34’ Mallia 43’, 47’ de la Fuente 55’ Bertranou 70’ | mt | 38’, 80+2’ Scully 59’ Lasike |
| Sánchez 18’, 24’, 43’, 47’, 55’ Urdapilleta 70’                             | tr | 59’ MacGinty                 |